# Tmesiphantes nubilus
Tmesiphantes nubilus é uma espécie de aranha pertencente à família Theraphosidae (tarântulas).